# Кубок Оману з футболу 2019—2020
Кубок Оману з футболу 2019—2020 — 47-й розіграш кубкового футбольного турніру в Омані. Титул володаря кубка вдев'яте здобув Дофар.

## Календар
| Раунд                 | Дата                               | Матчі | Клуби   |
| --------------------- | ---------------------------------- | ----- | ------- |
| Кваліфікаційний раунд | 30 вересня 2019                    | 1     | 33 → 32 |
| 1/16 фіналу           | 1-3 листопада 2019                 | 16    | 32 → 16 |
| 1/8 фіналу            | 7-8 листопада 2019                 | 8     | 16 → 8  |
| 1/4 фіналу            | 24-25 грудня 2019/ 4-5 лютого 2020 | 4     | 8 → 4   |
| 1/2 фіналу            | 18 лютого/6-7 листопада 2020       | 4     | 4 → 2   |
| Фінал                 | 29 листопада 2020                  | 1     | 2 → 1   |

## 1/8 фіналу
| Команда 1        | Рахунок      | Команда 2      |
| ---------------- | ------------ | -------------- |
| 7 листопада 2019 |              |                |
| Оман Клуб        | 2:1          | Нізва (2)      |
| Фанджа           | 1:3          | Сур (2)        |
| Бахла            | 0:2          | Ібрі (2)       |
| Ан-Нагда         | 3:2          | Аль-Сувейк     |
| 8 листопада 2019 |              |                |
| Аль-Оруба        | 2:1          | Аль-Хабура (2) |
| Сахам            | 1:1 пен. 3:4 | Ан-Наср        |
| Дофар            | 1:0          | Аль Сіб        |
| Аль-Шабаб (2)    | 2:1 дч       | Аль-Рустак     |

## 1/4 фіналу
| Команда 1                    | Заг.    | Команда 2     | 1-й матч | 2-й матч |
| ---------------------------- | ------- | ------------- | -------- | -------- |
| 24 грудня 2019/4 лютого 2020 |         |               |          |          |
| Ібрі (2)                     | 2:0     | Аль-Шабаб (2) | 0:0      | 2:0 дч   |
| 24 грудня 2019/5 лютого 2020 |         |               |          |          |
| Ан-Нагда                     | 4:3     | Сур (2)       | 4:1      | 0:2      |
| 25 грудня 2019/4 лютого 2020 |         |               |          |          |
| Оман Клуб                    | 0:3     | Дофар         | 0:3      | 0:0      |
| 25 грудня 2019/5 лютого 2020 |         |               |          |          |
| Аль-Оруба                    | 2:2 (ч) | Ан-Наср       | 1:0      | 1:2      |

## 1/2 фіналу
| Команда 1                    | Заг.    | Команда 2 | 1-й матч | 2-й матч |
| ---------------------------- | ------- | --------- | -------- | -------- |
| 18 лютого/6-7 листопада 2020 |         |           |          |          |
| Ібрі (2)                     | 2:2 (ч) | Аль-Оруба | 2:1      | 0:1      |
| Ан-Нагда                     | 1:1 (ч) | Дофар     | 1:1      | 0:0      |

## Фінал
| Команда 1         | Рахунок      | Команда 2 |
| ----------------- | ------------ | --------- |
| 29 листопада 2020 |              |           |
| Дофар             | 0:0 пен. 5:4 | Аль-Оруба |